# Flawed
"Flawed" is een track geschreven door Billymann, Delta Goodrem en Christopher Rojas, en uitgevoerd door Delta Goodrem. Het is de eerste single die ze uitbracht in Japan en het staat op de Japanse versie van Innocent Eyes. Het liedje werd ook gebruikt in de Japanse film Adiantum Blue.

## Hitlijsten
| Chart (2006)         | Hoogste positie |
| -------------------- | --------------- |
| Japan Download Chart | 1               |